# لاباستیدا

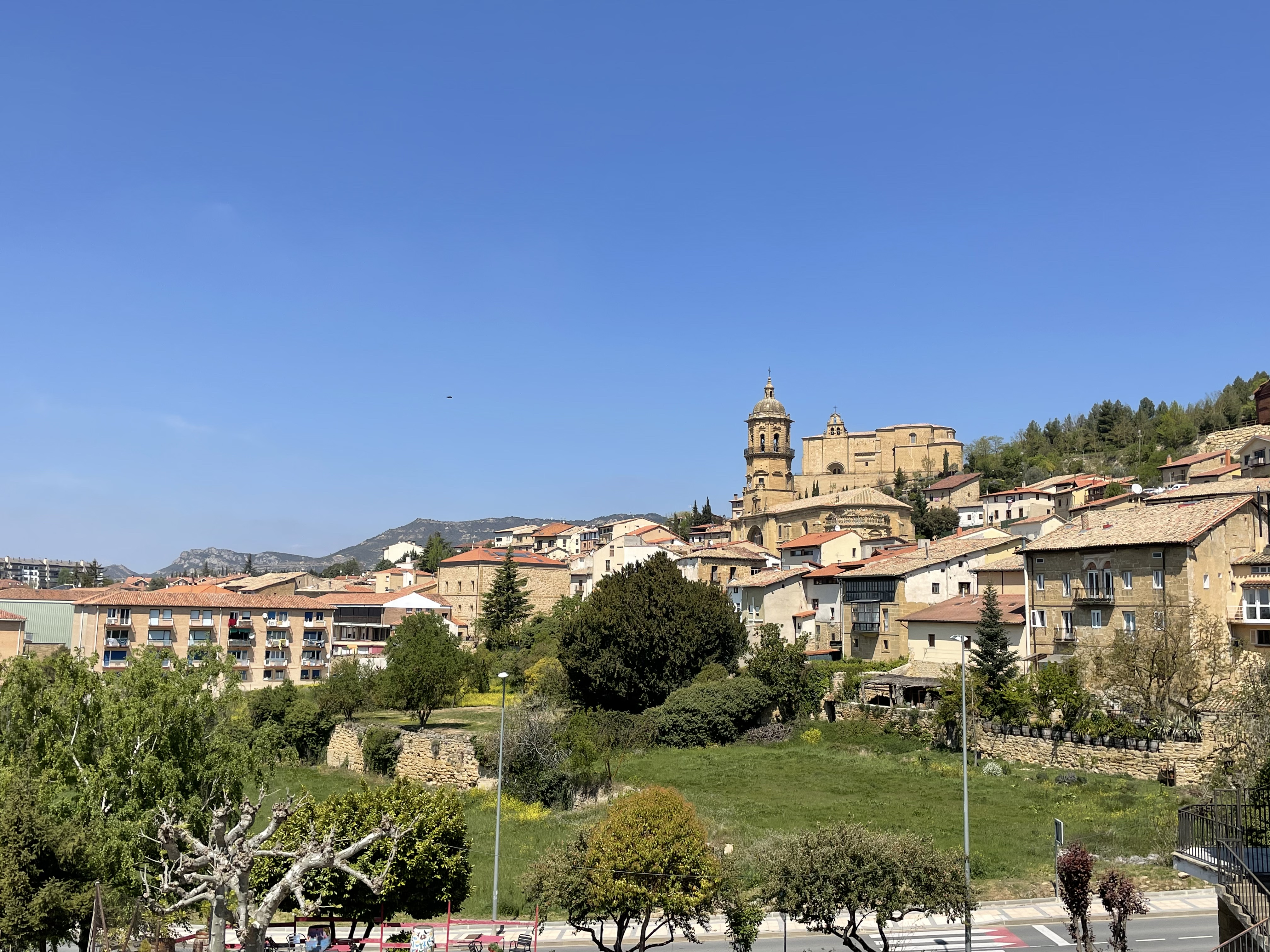
لاباستیدا

لاباستیدا دهستانی در استان آلابای اسپانیا است.
در این دهستان 1434 نفر زندگی می‌کنند. مساحت این دهستان 38.41 کیلومتر مربع است.

## مراجع
- نام، جمعیت و مساحت از درگاه ملی آمار (اسپانیا) گرفته شده است.